# Moosburg an der Isar

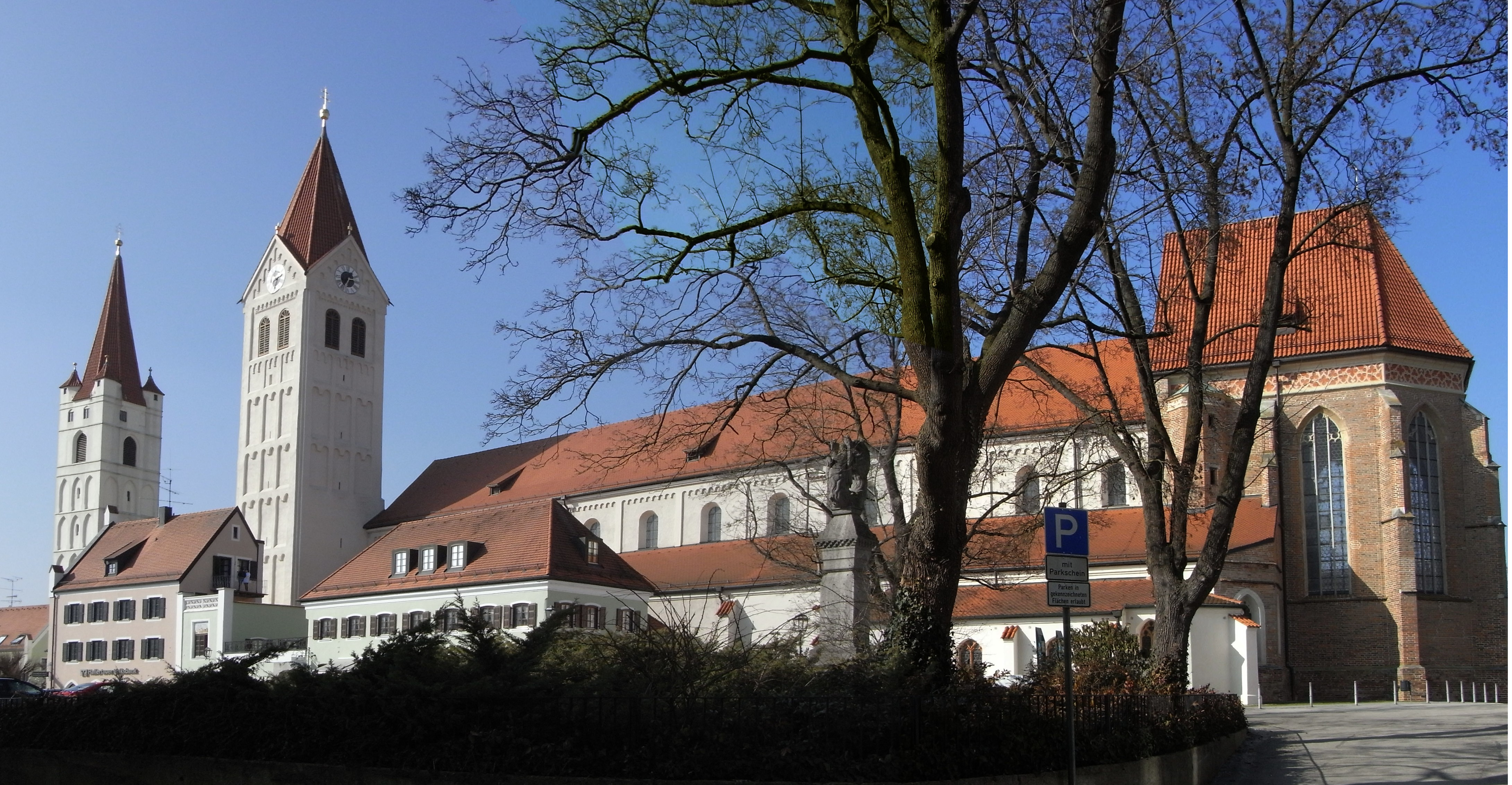
St. Johannes und St. Kastulus

Moosburg an der Isar (amtlich Moosburg a.d.Isar) ist die älteste Stadt im oberbayerischen Landkreis Freising. Sie liegt 45 Kilometer nordöstlich von München und auf halber Strecke zwischen der Großen Kreisstadt Freising und der niederbayerischen Bezirkshauptstadt Landshut in einer Art Insellage zwischen der Isar und deren Nebenfluss Amper. Moosburg erhielt im Jahre 1331 das Stadtrecht. Heute ist es ein Mittelzentrum in der Region München.
Der Flughafen München ist 17 Kilometer Luftlinie entfernt und über die Autobahnausfahrt Moosburg-Süd an der A 92 zu erreichen. Als Regionalexpress-Haltepunkt im Münchner Verkehrs- und Tarifverbund (MVV) ist die Stadt ein beliebter Wohnort für 4755 Pendler nach München, Freising, Landshut und zum Flughafen. Andererseits ist die Stadt als Standort verschiedener Industriebetriebe aber auch das Ziel von etwa 3100 Pendlern aus dem Umland und hat selbst 1718 sozialversicherungspflichtig Beschäftigte. Neben chemischer, elektrotechnischer und der Nahrungsmittelindustrie gibt es in der Stadt auch eine Maschinenfabrik.

## Geografie

### Lage
Moosburg liegt am nordöstlichsten Ende der Münchner Schotterebene am Übergang zum Donau-Isar-Hügelland sowie zum Isar-Inn-Hügelland. Während das alte Stadtzentrum sowie weitere Teile der Stadt auf einem tertiären Höhenzug zwischen der Isar und der nördlich der Stadt einmündenden Amper liegen, wird das restliche Stadtgebiet durch die Auwälder der beiden Flüsse begrenzt; so gibt es im Süden des Stadtgebietes das Naturschutzgebiet Isarauen zwischen Hangenham und Moosburg. Auch sonst ist das Stadtgebiet durch eine Vielzahl von Flüssen, Bächen und Kanälen geprägt. So fließen neben Isar und Amper auch die Sempt und der Mittlere-Isar-Kanal direkt an Moosburg vorbei. Hier befinden sich die Uppenbornwerke der Stadtwerke München. Die Speicherseen dieser Anlage bilden die Vogelfreistätte Mittlere Isarstauseen. Durch das Stadtgebiet fließt der in die Amper mündende Mühlbach und der von diesem abgeleitete Schleiferbach. Darüber hinaus befinden sich auch Teile des Naturwaldes Auwälder an der mittleren Isar innerhalb oder in der Nähe der Stadt.

### Gemeindegliederung
Die Gemeinde hat 25 Gemeindeteile (in Klammern ist der Siedlungstyp angegeben):
- Aich (Kirchdorf)
- Berg (Einöde)
- Eck (Einöde)
- Feldkirchen (Weiler)
- Fürnsbach (Einöde)
- Grünseiboldsdorf (Dorf)
- Kirchamper (Dorf)
- Moos (Einöde)
- Moosburg a.d.Isar (Hauptort)
- Moosham (Einöde)
- Murr (Einöde)
- Neumühl (Einöde)
- Niederambach (Dorf)
- Oberambach (Weiler)
- Oberpolln (Einöde)
- Oberreit (Weiler)
- Pfrombach (Pfarrdorf)
- Pfrombeck (Einöde)
- Pillhofen (Weiler)
- Sempt (Weiler)
- Stießberg (Einöde)
- Thonstetten (Kirchdorf)
- Troll (Weiler)
- Unterreit (Einöde)
- Weiglschwaig (Einöde)

Das Kerngebiet der Stadt zwischen Isar und Amper gliedert sich in die Stadtteile Altstadt, Michaelivorstadt, Bonau, Westerberg und seit 1945 Neustadt. Zum Stadtgebiet gehören auch die eingegliederten Orte Thonstetten mit Grünseiboldsdorf und Moosham, Niederambach mit Oberambach, Feldkirchen und Kirchamper und Pfrombach mit Aich, welche zum Teil schon mitten im tertiären Hügelland liegen, so dass sich das Stadtgebiet von 14 auf über 43 km² vergrößerte.
Auf dem ehemaligen Gemeindegebiet Pfrombachs entstand zudem unmittelbar in Stadtnähe das Gewerbe- und Industriegebiet Degernpoint als neuer Stadtteil. Auch die Siedlung Uppenbornstraße gehört zum Stadtgebiet.

### Nachbarorte
Die Stadt befindet sich in unmittelbarer Grenzlage zwischen Nieder- und Oberbayern, den Landkreisen Freising, Erding und Landshut. Im Norden und Nordosten wird das Stadtgebiet von der Gemeinde Wang umschlossen. Im Osten grenzen die im Landkreis Landshut (Niederbayern) gelegenen Gemeinden Eching und Buch am Erlbach an. Im Süden die im Landkreis Erding gelegene Gemeinden Langenpreising und Berglern. Im Westen schließlich noch die im Landkreis Freising gelegenen Gemeinden Langenbach und Haag an der Amper.

### Mittelzentrum
Moosburg an der Isar ist als im Landesentwicklungsprogramm ausgewiesenes Mittelzentrum laut dortiger Festlegung der zentrale Ort für die Umlandgemeinden Hörgertshausen, Gammelsdorf, Nandlstadt, Mauern, Wang und Langenpreising, also für insgesamt über 33.000 Einwohner. Darüber hinaus ist es das, auch wegen der zentralen Einrichtungen, wie Schulen, vielfältiger Einkaufsmöglichkeiten und nicht zuletzt wegen der kurzen Entfernungen und guten Straßenanbindungen, teils auch für die Bewohner der Gemeinden Bruckberg, Buch am Erlbach und Vilsheim im Landkreis Landshut, Kirchberg, Wartenberg, Fraunberg und Berglern im Landkreis Erding sowie Langenbach, Haag an der Amper und Attenkirchen im Landkreis Freising, in Summe gut 30.000 Einwohner.

### Naturschutzgebiete
- Terrasse bei Niederhummel (Geotop-Nummer 178A001)
- Naturschutzgebiet Isarauen zwischen Hangenham und Moosburg (NSG-00246.01)

## Geschichte

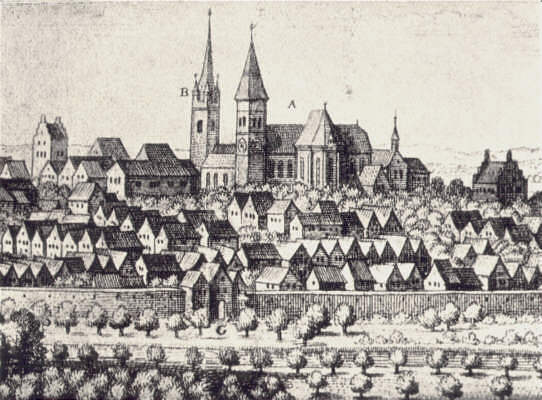
Moosburg im Jahre 1644

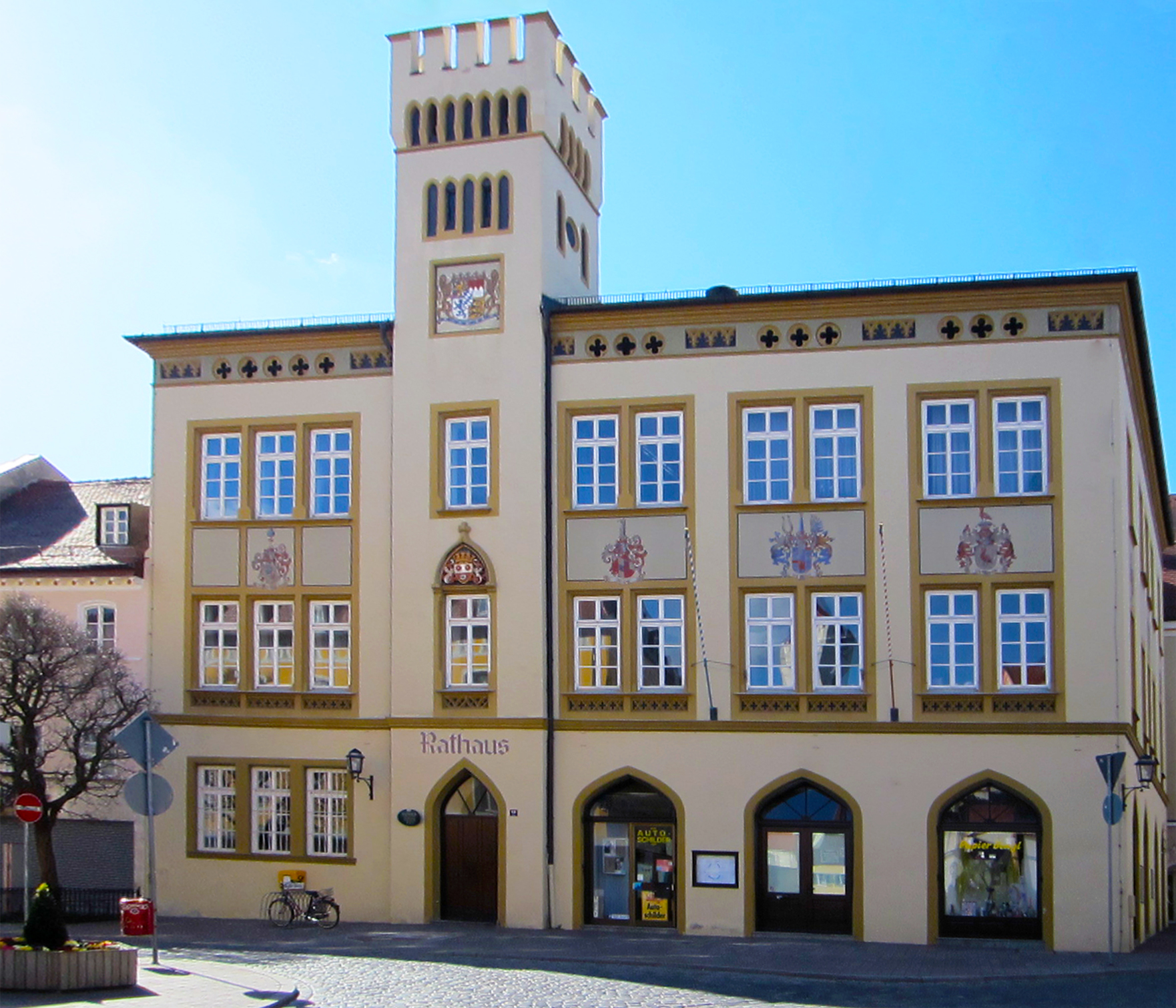
Das Moosburger Rathaus (erbaut 1867)

Die historische Altstadt liegt auf einer Landzunge, die von zwei in diesem Bereich fast parallel verlaufenden Flüssen – der Amper und der Isar – gebildet wird. Unmittelbar nordnordöstlich von Moosburg mündet die Amper in die Isar. Beide Flüsse waren über Jahrtausende wichtige natürliche Handelswege. Der natürliche Schutz, den die Flüsse mit ihren einst wesentlich größeren Auen bildeten, wurde durch den Moosburger Siedlungshügel verstärkt, auf dem sich die spätere Stadt entwickelte. Funde aus der Altstadt bezeugen die Anwesenheit von Menschen in vor- und frühgeschichtlicher Zeit. Auch aus dem Umland sind etliche, teils größere Gebiete mit vorgeschichtlichen Siedlungsspuren bekannt, die von der Jungsteinzeit bis in die keltische Latènezeit reichen. In römischer Zeit war das Gebiet ländlich geprägt, Siedlungsspuren, insbesondere mittelkaiserzeitliche Brandgräberfelder und eine mutmaßliche Villa Rustica, fanden sich unter anderem nördlich, westlich und südwestlich der modernen Stadt. Grabungen im Stadtgebiet haben die frühe Bedeutung der Moosburger Region bestätigt. Besonders südlich der Isar konnten durch Grabungsbefunde und Luftbildarchäologie Reste eines umfangreichen römischen Straßennetzes gesichert werden. Hier verlief entlang der Isar eine Straße von der Donau zur überregional bedeutenden Handelsstraße zwischen Salzburg und Augsburg.

### Mittelalter und Frühe Neuzeit
Die Klostersiedlung „Mosabyrga“ wurde um 770 erstmals urkundlich erwähnt. Die Mönche Albin und Rhenobot brachten um 800 die Reliquien des heiligen Kastulus nach Moosburg. Die Witwe des Ostfrankenkönigs Karlmann Liutswind wählte die Abtei Moosburg zu ihrem Witwensitz. 895 gelangte das bisherige Reichskloster in den Besitz des Bistums Freising.
1021 wurde das Benediktinerkloster aufgelöst und ein Chorherrenstift gegründet. Ein Großbrand vernichtete 1207 das gräfliche Schloss und große Teile des Münsters. Das Kastulusmünster wurde 1212 geweiht. 1281 erlosch das Grafengeschlecht der Moosburger.
1329 übernahm Moosburg den Landgerichtssitz vom Amt Inkofen. Im Jahre 1331 erhielt Moosburg das Stadtrecht. 1403 war Baubeginn für Stadtmauer und Stadttore. 1599 wurde das Moosburger Chorherrenstift an die Landshuter Martinskirche verlegt. Am 26. April 1632 wurde Moosburg im Dreißigjährigen Krieg von den Schweden erobert und 1634 geplündert. 1702 wurde fast die Hälfte der Stadt durch einen Großbrand zerstört, ein erneutes Feuer suchte die Stadt 1865 heim.

### 19. Jahrhundert bis zur Gegenwart

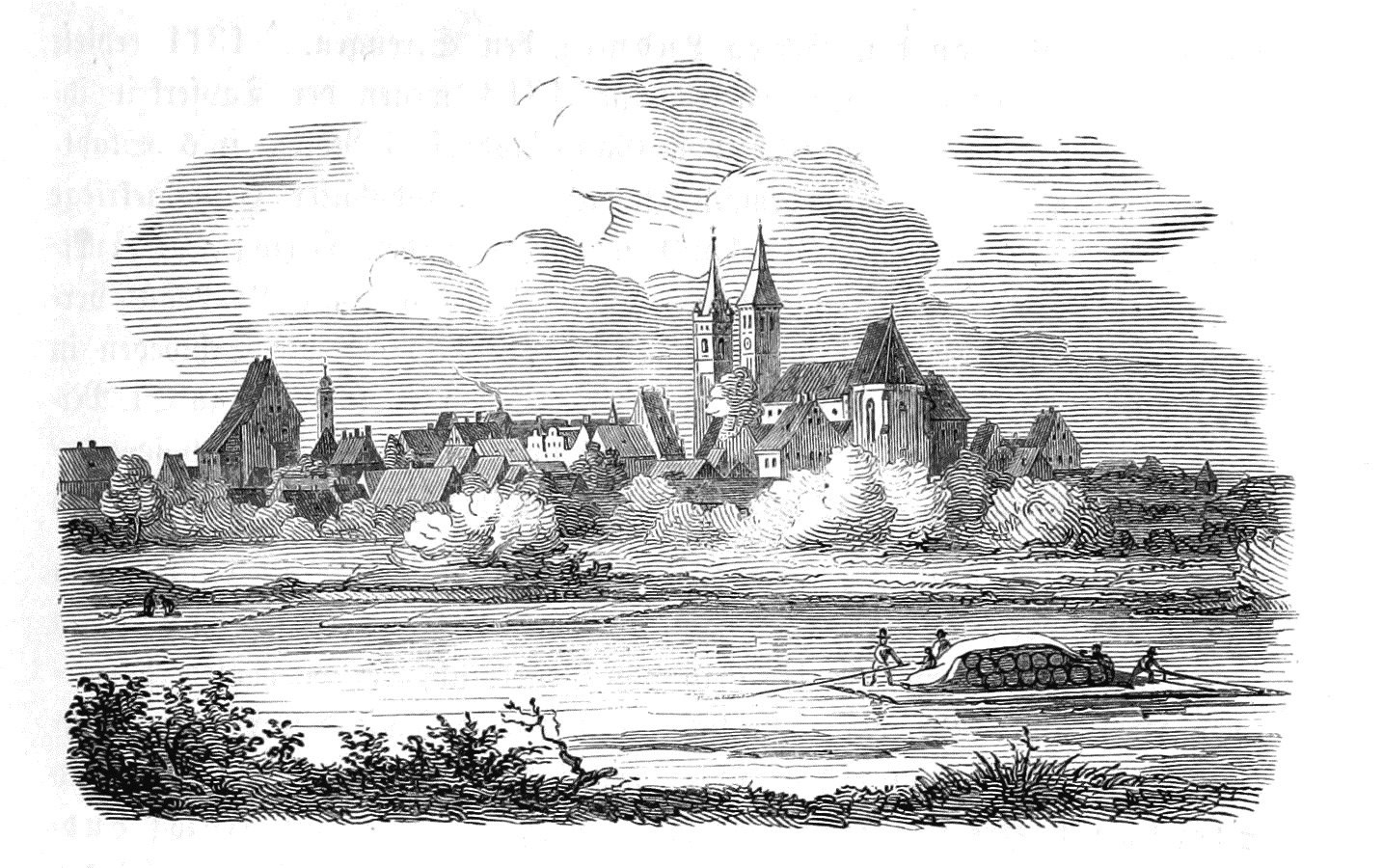
Ansicht Mitte des 19. Jahrhunderts

Nach der Säkularisation der Klöster wurde Moosburg 1803 zum Sitz eines Landgerichts und damit ein selbstständiger Verwaltungsbezirk im damaligen Isarkreis, der später zum Regierungsbezirk Oberbayern wurde. Das Landgericht Moosburg umfasste das Gebiet des heutigen nördlichen Landkreises Freising und die angrenzenden Gemeinden von Schweitenkirchen über Wolnzach und Obersüßbach bis Bruckberg. 1858 wurde Moosburg durch die Eröffnung der Eisenbahnstrecke München-Landshut an das Eisenbahnnetz angeschlossen. 1862 erfolgte der Zusammenschluss mit dem Landgerichtsbezirk Kranzberg zum neu gebildeten Bezirksamt Freising (1939 umbenannt in Landkreis Freising). 1867 bis 1899 erfolgte der Abbruch der drei mittelalterlichen Stadttore. 1906 kam es zur Gründung des Tonwerks Moosburg, des Vorläufers der Süd-Chemie (jetzt „Clariant“).
Im September 1939, kurz nach Ausbruch des Zweiten Weltkrieges, wurde im Norden Moosburgs das Kriegsgefangenenlager STALAG VII A errichtet, das am 29. April 1945 von US-amerikanischen Truppen befreit wurde. Gegen Ende des Zweiten Weltkriegs waren dort und in seinen Nebenlagern 80.000 Kriegsgefangene vieler Nationalitäten interniert, es gilt deshalb als größtes Kriegsgefangenenlager innerhalb Deutschlands. Wie viele Menschen dort ermordet wurden, ist bis heute unklar. Im Friedhof Oberreit gibt es eine kleine Gedenkstätte. Das Museum zum Lager ist wöchentlich zwei Stunden geöffnet. Nach Kriegsende wurde dort das Civilian Internment Enclosure No. 6 eingerichtet. Dieses US-Internierungslager war für deutsche Zivilisten vorgesehen, die für ihre Tätigkeit während der nationalsozialistischen Gewaltherrschaft zur Rechenschaft gezogen werden sollten. Ab 1948 entstand auf dem Gelände der Moosburger Stadtteil Neustadt, der zunächst überwiegend von Flüchtlingen und Heimatvertriebenen besiedelt war. 1949 wurde der Neubau der 1945 von der Waffen-SS gesprengten Isarbrücke fertiggestellt.
Im Jahr 1965 erhielt die Stadt den heutigen Namen „Moosburg an der Isar“. 1971 wurde vom damaligen Stadtrat im Rahmen der Gebietsreform in Bayern entschieden, auch weiterhin im Landkreis Freising und damit in Oberbayern zu verbleiben und nicht – wie das benachbarte Bruckberg – nach Niederbayern zu wechseln. 2002 erfolgte die Schließung des Kreiskrankenhauses Moosburg, 2006 die der Moosburger Zweigstelle des Amtsgerichts Freising.
Im Jahr 2010 wurde in Moosburg erstmals ein Festspiel aufgeführt („Die verbotene Stadt“), welches unter der Schirmherrschaft des bayerischen Ministerpräsidenten stand und sich mit der Geschichte der historisch bedeutsamen Stadt auseinandersetzte.

### Eingemeindungen
Im Zuge der Gebietsreform in Bayern wurde am 1. April 1971 die Gemeinde Thonstetten (mit Grünseiboldsdorf und Moosham) eingegliedert. Am 1. Januar 1976 kam Niederambach (mit Oberambach, Feldkirchen und Kirchamper) hinzu. Pfrombach (mit Aich) folgte am 1. Januar 1978. Die Siedlung Uppenbornstraße der Gemeinde Wang, vorher zur aufgelösten Gemeinde Volkmannsdorferau gehörend, rundete die Reihe der Eingliederungen am 1. Mai 1978 ab.

### Einwohnerentwicklung
Die Bevölkerung von Moosburg (frühere Zahlen zur Vergleichbarkeit auf die heutigen Stadtgrenzen umgerechnet) hat sich seit der ersten Volkszählung von 1840 wie folgt entwickelt:
| Jahr     | Einwohner |
| -------- | --------- |
| (V) 1840 | 2.643     |
| (V) 1871 | 3.459     |
| (V) 1900 | 3.970     |
| (V) 1925 | 5.093     |
| (V) 1939 | 6.169     |

| Jahr     | Einwohner |
| -------- | --------- |
| (V) 1950 | 10.023    |
| (V) 1961 | 11.310    |
| (V) 1970 | 13.050    |
| 1980     | 13.236    |
| (V) 1987 | 14.251    |

| Jahr | Einwohner |
| ---- | --------- |
| 1990 | 15.243    |
| 1995 | 16.273    |
| 2000 | 16.607    |
| 2005 | 17.276    |
| 2006 | 17.284    |

| Jahr | Einwohner |
| ---- | --------- |
| 2007 | 17.492    |
| 2008 | 17.430    |
| 2009 | 17.487    |
| 2010 | 17.554    |
| 2011 | 16.852    |

| Jahr | Einwohner |
| ---- | --------- |
| 2012 | 16.971    |
| 2013 | 17.363    |
| 2014 | 17.654    |
| 2015 | 17.837    |
| 2016 | 18.181    |

| Jahr | Einwohner |
| ---- | --------- |
| 2018 | 19.206    |
| 2020 | 19.464    |
| 2022 | 19.832    |
| 2023 | 20.027    |

(jeweils zum 31. Dezember / (V): Tag der Volkszählung)
Zwischen 1988 und 2018 wuchs die Stadt von 14.476 auf 18.510 um 4.034 Einwohner bzw. um 27,9 %.

## Politik

### Stadtrat
Die Kommunalwahlen 2002, 2008, 2014 und 2020 führten zu folgenden Ergebnissen:
- Linke: 1
- SPD: 2
- Grüne: 6
- ÖDP: 1
- FRESH: 2
- FW: 4
- FDP: 1
- CSU: 6
- AfD: 1

| Partei / Wählergruppe         | 2002 | 2008 | 2014 | 2020 |
| ----------------------------- | ---- | ---- | ---- | ---- |
| CSU                           | 9    | 10   | 7    | 6    |
| SPD                           | 6    | 5    | 3    | 2    |
| Grüne                         | 2    | 3    | 4    | 6    |
| Freie Wähler                  | 5    | 6    | 5    | 4    |
| Unabhängige Moosburger Bürger | 2    | –    | 3    | –    |
| ÖDP                           | –    | –    | 1    | 1    |
| Die Linke                     | –    | –    | 1    | 1    |
| AfD                           | –    | –    | –    | 1    |
| FDP                           | –    | –    | –    | 1    |
| Fresh                         | –    | –    | –    | 2    |
| Gesamt                        | 24   | 24   | 24   | 24   |

| Partei / Wählergruppe         | 2002   | 2008   | 2014   | 2020    |
| ----------------------------- | ------ | ------ | ------ | ------- |
| CSU                           | 37,8 % | 41,2 % | 30,2 % | 25,7 %  |
| SPD                           | 25,1 % | 19,3 % | 12,5 % | 09,9 %  |
| Grüne                         | 09,3 % | 14,4 % | 17,0 % | 23,7 %  |
| Freie Wähler                  | 19,5 % | 25,0 % | 19,9 % | 19,3 %  |
| Unabhängige Moosburger Bürger | 08,3 % | –      | 14,4 % | –       |
| ÖDP                           | –      | –      | 03,2 % | 03,5 %  |
| Die Linke                     | –      | –      | 02,8 % | 02,8 %  |
| AfD                           | –      | –      | –      | 05,7 %  |
| FDP                           | –      | –      | –      | 02,6 %  |
| Fresh                         | –      | –      | –      | 06,9 %  |
| Gesamt                        | 100 %  | 100 %  | 100 %  | 100 %   |
| Wahlbeteiligung:              |        |        |        | 60,05 % |

### Bürgermeister
Als erster Bürgermeister wurde Josef Dollinger von den FW in der Stichwahl am 29. März 2020 mit 51,17 % der Stimmen gewählt. Anita Meinelt stand nicht mehr zur Verfügung. Zweiter Bürgermeister ist Georg Hadersdorfer von der CSU, Dritter Bürgermeister ist Michael Stanglmeier von den Grünen.

### Erste Bürgermeister seit 1933
| Name            | von             | bis             | Partei |
| --------------- | --------------- | --------------- | ------ |
| Hermann Müller  | 1933            | 29. April 1945  | NSDAP  |
| Max Fertl       | 9. Mai 1945     | 13. August 1945 |        |
| Richard Braun   | 13. August 1945 | 30. April 1956  | CSU    |
| Josef Erber     | 1. Mai 1956     | 19. Juli 1965   | SPD    |
| Oscar Hertel    | 1. Oktober 1965 | 30. April 1978  | SPD    |
| Herbert Franz   | 1. Mai 1978     | 30. April 1984  | CSU    |
| Anton Neumaier  | 1. Mai 1984     | 30. April 2002  | SPD    |
| Anita Meinelt   | 1. Mai 2002     | 30. April 2020  | CSU    |
| Josef Dollinger | 1. Mai 2020     |                 | FW     |

### Partnerstädte
Die Stadt verbinden vier Städtepartnerschaften und zwei Städtepatenschaften mit anderen Städten:
Städtepartnerschaften
- seit 29. September 1973: Bry-sur-Marne, Frankreich[20]
- seit 18. Juli 1981: Rochester, USA
- seit 15. Juli 1991: Moosburg, Österreich
- seit 13. März 2018: Sawbridgeworth, Vereinigtes Königreich

Städtepatenschaften
- seit 8. April 1968: Kynšperk nad Ohří (Königsberg an der Eger), Tschechien
- seit 9. Juli 1973: Odžaci (Hodschag), Serbien

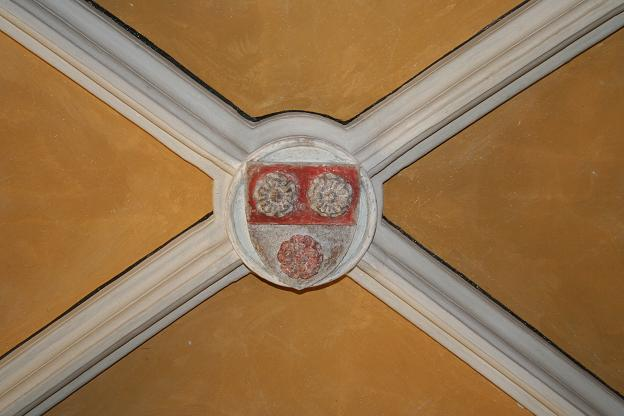
Wappen in der Ursulakapelle

### Wappen
| Wappen von Moosburg an der Isar | Blasonierung: „Geteilt von Silber und Rot; oben zwei rote heraldische Rosen, unten eine silberne heraldische Rose, alle mit goldenen Butzen.“ |
| Wappen von Moosburg an der Isar | Wappenbegründung: Ursprünglich geht das Wappen auf die 1281 im Mannesstamm erloschenen Grafen von Moosburg zurück, welche bis dato in Moosburg lebten. Nach Aussterben des Grafenhauses konnte die Stadt die drei Rosen für sich beanspruchen. Die älteste Abbildung ist in der Ursulakapelle im Kastulusmünster zu sehen. Dort ziert es das Deckenfresko der ehemaligen Grablege der Grafen. Hier ist jedoch die Farbgebung umgekehrt. |

## Kultur und Sehenswürdigkeiten

### Bauwerke

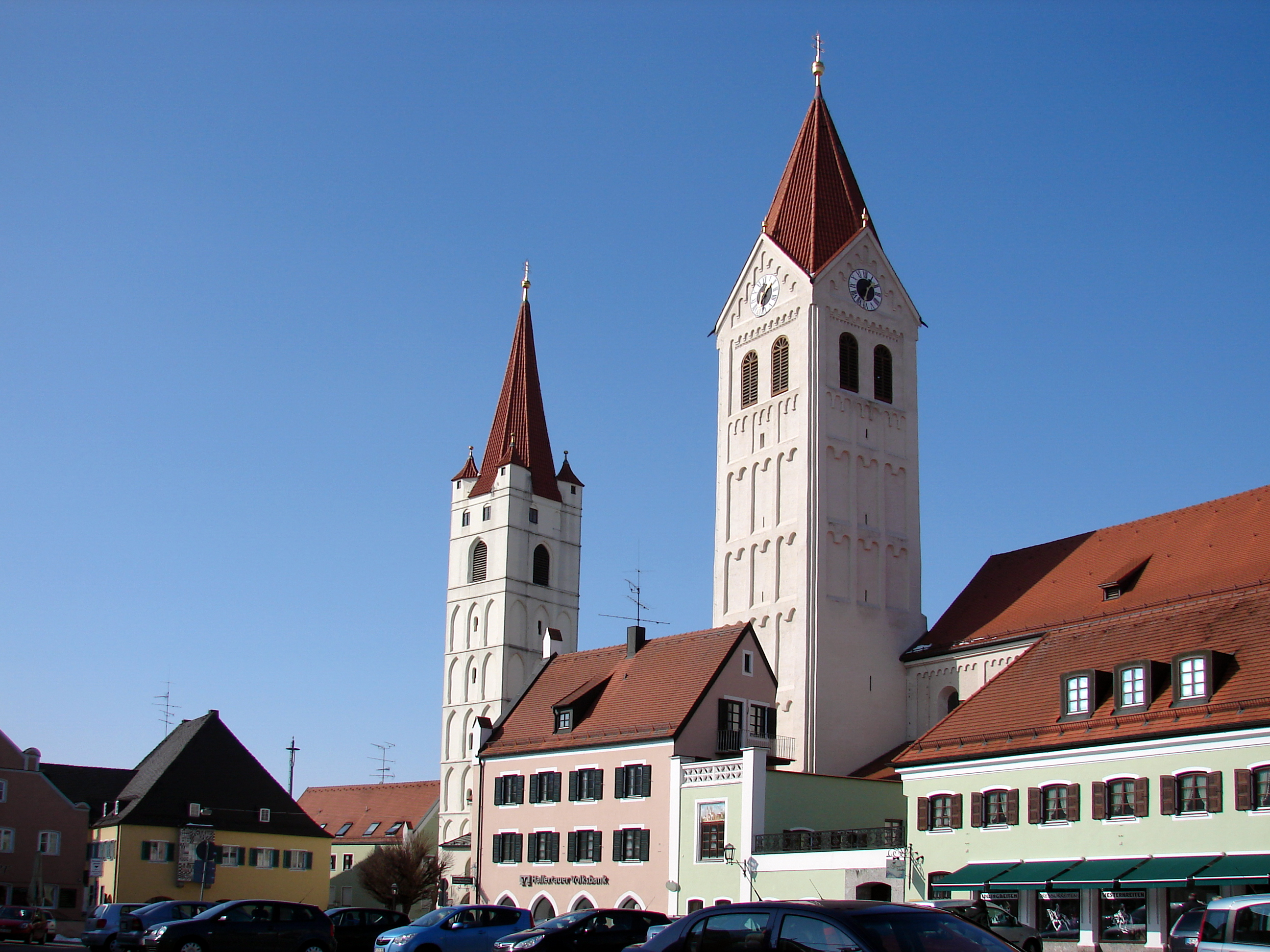
Auf dem Plan: St. Johannes und Kastulusmünster

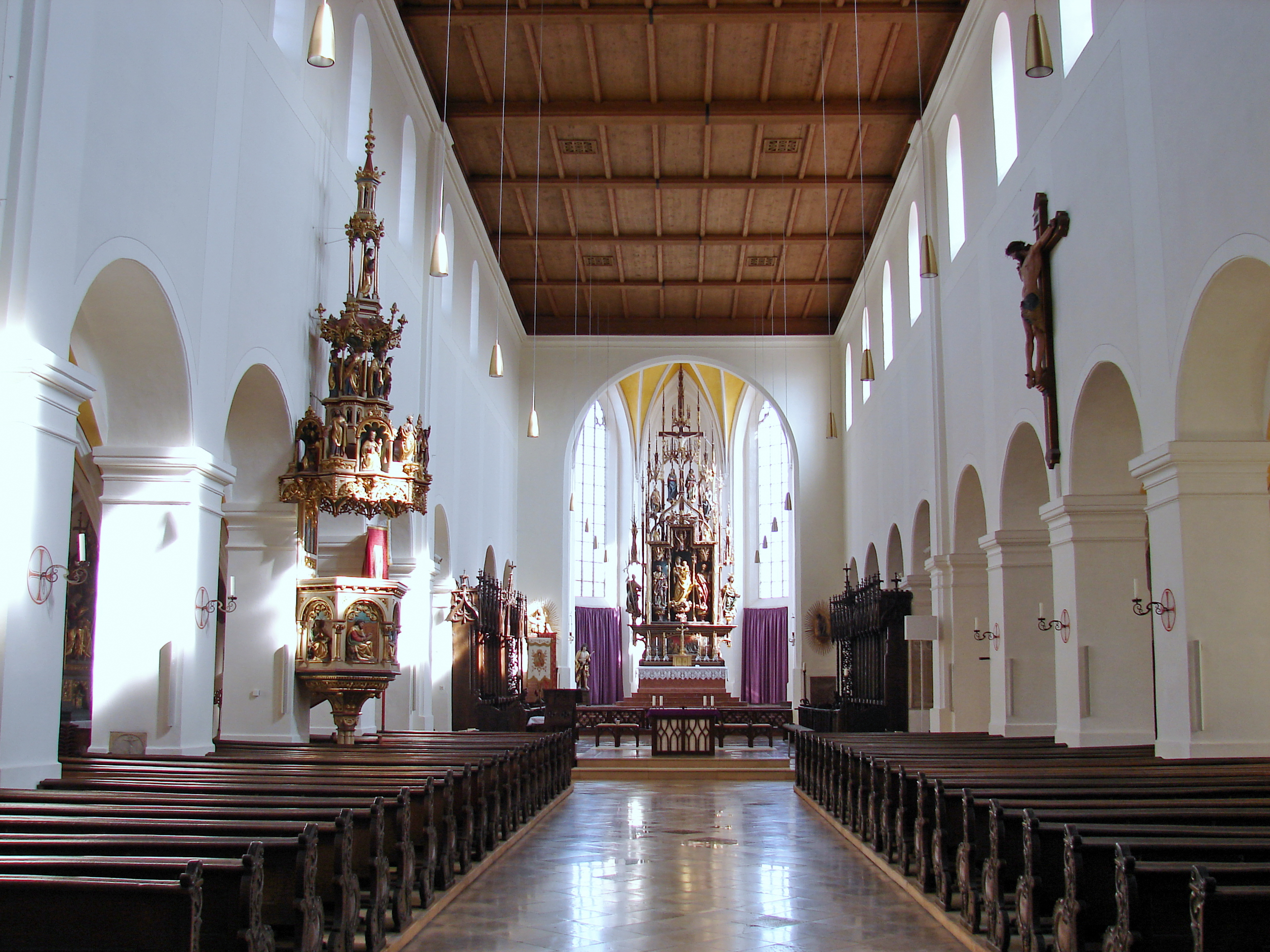
Kastulusmünster: Innenraum

Das auf einer Anhöhe befindliche Stadtzentrum wird überragt von den Türmen des Kastulusmünsters und der Johanneskirche. Da beide Kirchtürme mit jeweils 50 Meter die gleiche Höhe aufweisen, äußerlich sehr ähnlich gestaltet wurden und beide Kirchen sehr eng zusammenstehen, hat man aus Richtung der Domstadt Freising kommend den Eindruck, dass auch die Stadt Moosburg an der Isar einen eigenen Dom mit zwei Türmen besitzt.
- Kastulusmünster (Anfang des 19. Jahrhunderts berühmte Wallfahrtskirche): Einen besonderen Bekanntheitsgrad hat der im Jahre 1514 von dem Landshuter Bildhauer Hans Leinberger geschnitzte Hochaltar im Kastulusmünster. Diesen Altar zieren folgende Figuren: in der Mitte die hl. Maria mit Kind, eingeschlossen vom hl. Kastulus und vom hl. Heinrich. Hinter dem Altarkreuz ist der Kastulusschrein zu sehen. Ein Großteil der Gebeine des hl. Kastulus, die ursprünglich von Albin und Rhenobot nach Moosburg gebracht wurden, befinden sich heute in der Landshuter Martinskirche.
- Johanniskirche: aus dem 15. Jahrhundert. Vom Altar von Hans Leinberger sind lediglich zwei Flügelreliefs erhalten, die sich in Museen befinden. 1980 wurden beim rechten Seitenportal mehrere Grabsteine und Fresken entdeckt. Der Turm der Johanniskirche diente lange Zeit als Stadtturm, in dem sich die Wohnung des Türmers befand. Deswegen befindet sich der Turm der Johanniskirche, im Gegensatz zum Turm des Kastulusmünsters, im Besitz der Stadt.[22]
- Friedhofskirche St. Michael: Im 13. Jahrhundert erbaut. Teils gotisch, aber auch barocke Elemente
- Piuskirche: Im Gebiet des ehemaligen Strafgefangenenlagers, vor allem für die Heimatvertriebenen. Finanziert wurde sie unter anderem durch eine große Spende von Papst Pius XII. Geplant von Architekt Friedrich Haindl, 1950 eingeweiht. Direkt neben der Kirche steht der Franzosenbrunnen, der 1942 von einem französischen Kriegsgefangenen im Stalag VII A gestaltet wurde und auf dem die vier größten französischen Flüsse dargestellt sind; er wurde 1963 hier aufgestellt.
- Filialkirche St. Valentin (Thonstetten)
- Mariensäule, (1890)
- Heimatmuseum am Kastulusplatz in alter Klosterschule (Vor- und Frühgeschichte, Stadtgeschichte, Handwerk, Landwirtschaft, Volkskunst)
- Ehemaliger Wasserturm

### Gedenkstätten
- Gedenkstein mit Brunnen: Nördlich des Stadtgebietes wurde 1939 das Kriegsgefangenen-Stammlager VII A der Wehrmacht errichtet. In dem Lager waren bis zu 80.000 Gefangene inhaftiert, mindestens 2000 von ihnen starben. Im 21. Jahrhundert ist das Lager durch den Stadtteil Neustadt weitgehend überbaut, nachdem der Freistaat Bayern ab 1948 auf dem Gelände Wohnungen für Vertriebene errichten ließ. Ein Gedenkbrunnen des französischen Bildhauers Antoniucci Volti erinnert seit 1963 an das Lager.[23] Zum 70. Jahrestag der Befreiung des Lagers erhielt im April 2015 die Grünfläche, auf der der Brunnen steht, offiziell den Namen Stalag-Gedenkplatz.[24] Die Deutsche Stiftung Denkmalschutz setzt sich im Jahr 2019 dafür ein, dass die letzte unverändert gebliebene Lagerbaracke erhalten bleibt.[25] 2020 wurde diese mit einer zusätzlichen Überdachung versehen, um sie vor Witterungseinflüssen zu schützen.[26]
- Gedenkstätte Oberreit, ein Holzkreuz und ein Gedenkstein erinnern an die zunächst hier bestatteten Toten des Kriegsgefangenenlagers

### Veranstaltungen
In den Jahren von 2013 bis 2017 fand im Aquapark das Utopia-Island-Festival statt.

## Infrastruktur

### Ämter und Behörden
- Stadtverwaltung
- Amt für Ernährung, Landwirtschaft und Forsten Erding, Dienststelle Moosburg
- Polizeiinspektion
- Feuerwehren

Die Stadt unterhält drei eigenständige Feuerwehren in Moosburg, Thonstetten und Aich. Die Firma Jungheinrich unterhält eine Betriebsfeuerwehr am Standort Moosburg

### Schulen
Im Hauptort befinden sich acht Bildungseinrichtungen.
Die Mehrzahl der Schüler kommt dabei aus umliegenden Gemeinden der Landkreise Freising, Erding und Landshut, so dass die Stadt das Bildungszentrum einer landkreisübergreifenden kleinen Region darstellt.
In letzter Zeit gab es bei den Moosburger Schulen wegen zunehmender Schülerzahlen, insbesondere durch die neuen Schulsysteme (R6 und G8), immer mehr Raumprobleme. Die Lösungen wurden unterschiedlich gehandhabt. Am Gymnasium wurde der lang umstrittene dreigeschossige Erweiterungsbau errichtet und zum Schuljahr 2007/08 eröffnet. Das von der Stadt Moosburg an der Isar an den Landkreis Freising verkaufte, direkt neben der Realschule liegende Gebäude der ehemaligen Landwirtschaftsschule wurde für die Realschule renoviert, umgebaut und im September 2007 bezogen. Auch die Mittelschule wurde durch einen Neubau erweitert.
Nachfolgend findet sich eine Auflistung der Schulen in Moosburg:
Volksschulen
- Theresia-Gerhardinger-Grundschule („Grundschule Nord“)
- Anton-Vitzthum-Grundschule („Grundschule Süd“)
- Georg-Hummel-Mittelschule

Weiterführende Schulen
- Kastulus-Realschule Moosburg
- Karl-Ritter-von-Frisch-Gymnasium[27]

Weitere Schulen
- Volkshochschule Moosburg
- Evangelisches Erwachsenenbildungswerk

### Freizeit und Sportanlagen
- Freibad
- Hallenbad
- Eisstadion (Sparkassen-Arena), EV Moosburg, EV Aich
- DAV-Kletteranlage
- Skateanlage
- Kegelhalle
- Jugendzentrum
- Tennishalle mit Tennisplätzen (TC Moosburg)
- Fußballanlage Bonau (Zusammenschluss zum FCM aus den Vereinen Real Bonau und SpVgg)
- Fußballanlage Neustadt (TSV Moosburg Neustadt)
- Fahrrad-Tricks-Gelände und Bolzplatz
- Volleyballplatz
- Zwei Dreifach-Turnhallen (Albinstraße und Realschule) sowie Zweifachturnhalle (Gymnasium), Stadthallen-Turnhalle und die SGM-Turnhalle neben dem Eisstadion

### Wirtschaft
In Moosburg sind einige größere Industriebetriebe ansässig, die teilweise von internationaler Bedeutung sind. Nachfolgend eine nicht abschließende Auflistung der ansässigen Unternehmen und Betriebe:
- Jungheinrich AG: Größtes Produktionswerk des Gabelstaplerherstellers mit Zentrale in Hamburg (ehem. Steinbock)
- Hofmeister Käserei: Stammsitz in Heising, Allgäu, Produktion von Hartkäse Original Illertaler Emmentaler, Milchpulver und Schmelzkäse
- Driescher: Hochspannungs- und Hochstromanlagen
- Standort von Clariant, früher Süd-Chemie: Aluminiumoxide, Katalysatoren für die Prozessindustrie, Zusätze für Farben (Anti-Tropf), Katzenstreu und die Gewinnung von Bentonit
- Heinz: Entsorgung, Kühlhaus und Logistik; die Firma Heinz gilt als größter Entsorger in der Umgebung und ist unter den größten Arbeitgebern. Das Familienunternehmen unterhält im Südbayerischen Raum 13 Standorte.
- CitrinSolar: Thermische Solaranlagen, Haus- u. Wärmetechnik
- M-SYSTEM Elektronik GmbH: Fertigung von Elektronik-Produkten v. a. für Industrie
- BayWa AG, Standort Moosburg an der Isar

Seit Oktober 2009 hat Moosburg eine eigene Marketing-Agentur „Moosburg Marketing“, die als Genossenschaft organisiert ist und 2014 knapp 110 Mitglieder zählte.

### Verkehrsanbindung

#### Bahn

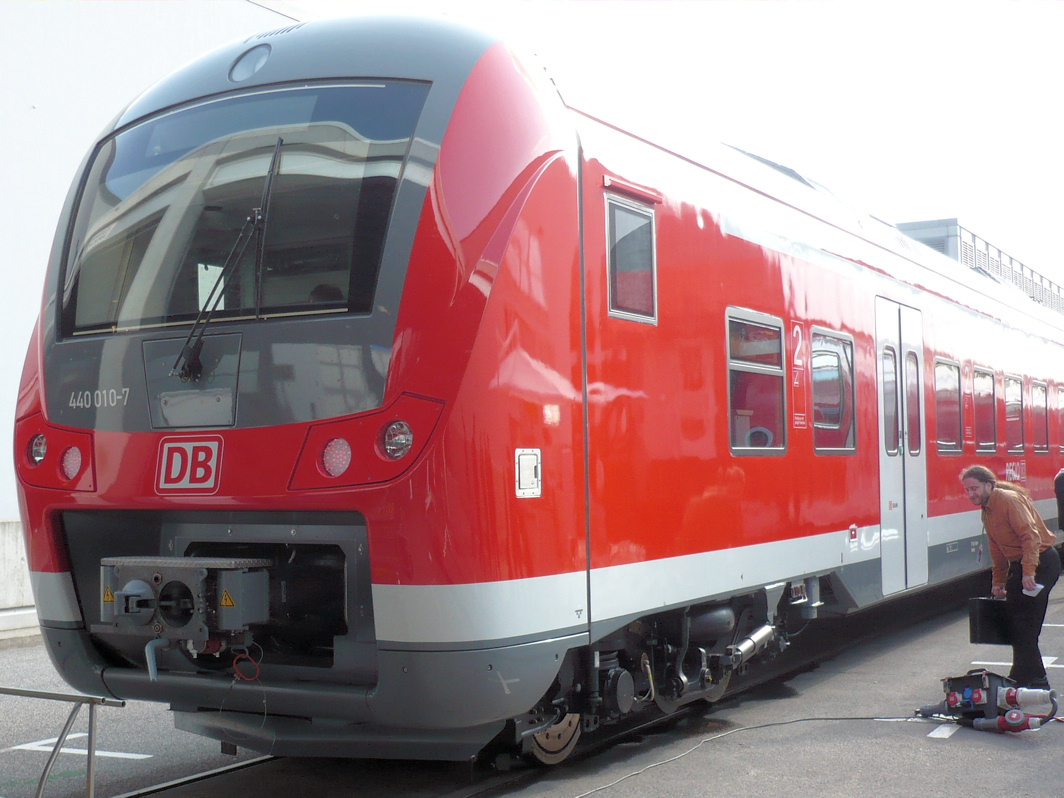
Donau-Isar-Express (DB-Baureihe 440)

Die Stadt wird seit 1858 von der Hauptbahn München-Landshut-Regensburg durchquert. Diese Strecke ist seit dem 25. November 1891 zweigleisig und wird bereits seit dem 3. Oktober 1925 elektrisch betrieben. Werktags halten am Bahnhof 82 (2009: 66) Regionalexpresszüge und Regionalbahnen nach München, Landshut, Regensburg, Nürnberg und Passau, am Samstag 66 und Sonntag 63 (2009: 48) Züge. Die Fahrzeit bis München Hauptbahnhof beträgt mit dem Regionalexpress 32 bis 34 Minuten und liegt damit sogar unter entsprechenden Werten einiger S-Bahnhöfe an den Außenästen. Täglich nutzen über 5000 Fahrgäste den Bahnhof Moosburg. Am 28. Oktober 2007 wurde das Elektronische Stellwerk Moosburg in Betrieb genommen, welches (ferngesteuert aus der Betriebszentrale München) für den Bereich Landshut – Marzling die Betriebsabwicklung von 28 km Strecke, 2 Bahnhöfen und 18 verbliebenen Bahnübergängen übernimmt.
Im Dezember 2009 wurde das Zugangebot im Rahmen der Ausschreibung durch die Bayerische Eisenbahngesellschaft insbesondere mit der Einführung des Donau-Isar-Express in der Relation München – Landshut – Passau neu geordnet. Es halten seitdem 24 % mehr Züge, also mindestens im Stundentakt.
Mit dem Fahrplanwechsel 2018 besitzt Moosburg eine direkte stündliche Zugverbindung zum Münchner Flughafen; die Fahrt mit Zwischenhalt in Freising dauert 20 Minuten und verwendet die neu errichtete Neufahrner Kurve.
Auch wird seit längerem darüber nachgedacht, die Münchner S-Bahn bis Moosburg an der Isar zu verlängern. Dafür haben zunächst die Zwischenhalte Marzling (2007) und Langenbach (2010) neue Bahnsteige und Zugangsanlagen erhalten. Während die Reisezeit der verlängerten S1 mit 56 Minuten zwar immer noch die 68 Minuten einer S-Bahn-Fahrt von München nach Altomünster unterbieten würde, wäre diese dennoch deutlich länger als mit dem heutigen Regionalexpress. Somit erscheint eine Verlängerung nur in Zusammenhang mit dem geplanten Express-S-Bahn-System sinnvoll, das durch den zweiten Münchner S-Bahn-Tunnel realisiert werden soll und so die Reisezeit der dann im Halbstundentakt verkehrenden S-Bahnen auf nurmehr 44 Minuten verkürzt.
Im Vorlaufbetrieb verkehrt seit Dezember 2009 eine Regionalbahn meist im Zweistundentakt zwischen Freising und Landshut mit S-Bahn-ähnlichen Triebzügen der Baureihe 425.

#### ÖPNV
Es gibt einen Stadtbus innerhalb der Stadt Moosburg. Darüber hinaus gibt es Regionalbusse des Münchner Verkehrs- und Tarifverbundes (MVV), u. a. die Linien 683 ( – Hörgertshausen – Mauern – Rudelzhausen) und 501 ( – Langenpreising – Wartenberg – Erding) sowie 687 ( – Gewerbegebiet Degernpoint – Aich – Buch a Erlbach/Thann).

#### Straße

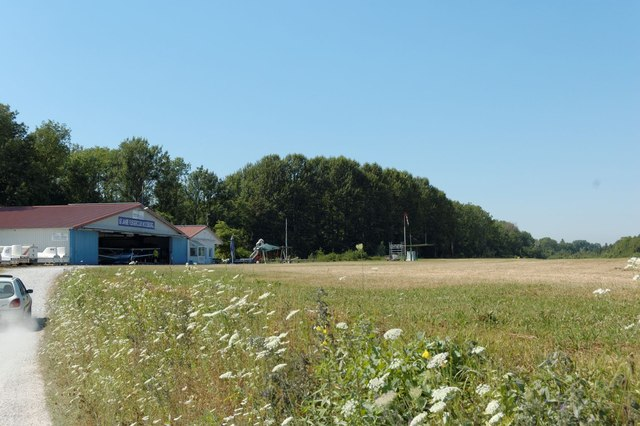
Flugplatz Moosburg (2013)

Moosburg ist überregional durch die Bundesautobahn 92 mit 2 Ausfahrten Nord und Süd angebunden. Im Stadtgebiet schneiden sich außerdem die ehemalige Bundesstraße 11 (jetzt Staatsstraße 2350) sowie die Staatsstraßen 2054 (Zolling – Geisenhausen), 2085 (Mainburg – Langenpreising) und 2331 (nach Erding). 

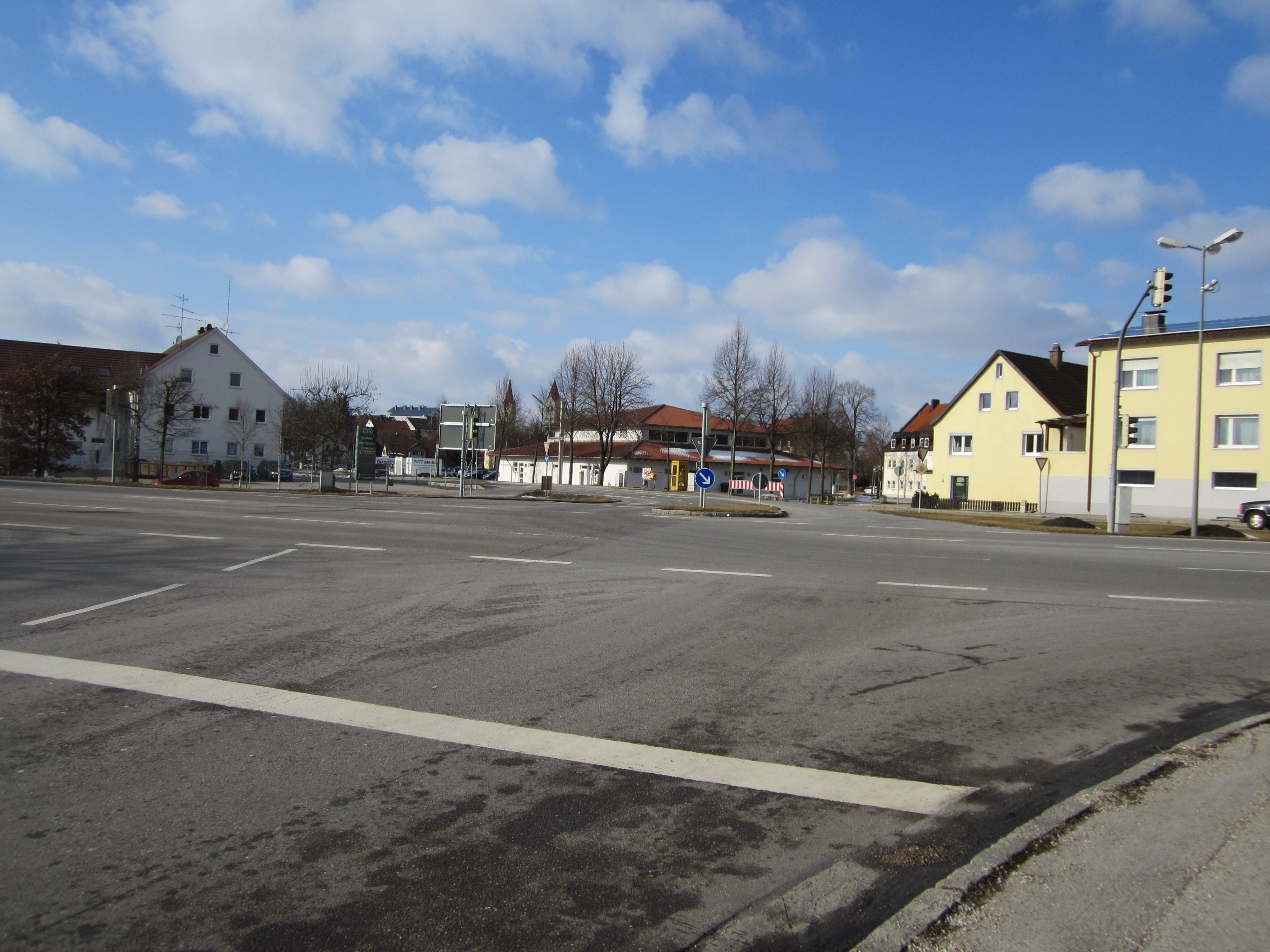
Kreuzung der ehemaligen B 11 in Moosburg

Von Juli 2005 bis Ende 2007 wurde nach 80-jähriger Planung für über 14 Millionen Euro der von täglich über 14.000 Kfz und 173 Zügen befahrene, im Bereich von 7 zusammenführenden Straßenästen liegende Bahnübergang der St 2085 durch einen mit Rampenbauwerken 250 m langen Straßentunnel ersetzt. Die Eröffnung war stadtauswärts am 7. September 2007, stadteinwärts am 13. Oktober 2007. Gleichzeitig wurde eine neue, verkehrsabhängig geschaltete Ampelanlage im großzügig gestalteten Einmündungsbereich der Industriestraße und der St. 2085 in Betrieb genommen. Da die Verkehrsführung im Innenstadtbereich, wie auch bereits mit Fertigstellung der Südumfahrung im Zuge der B 11 im Jahre 1965 dabei jedoch weiterhin unverändert blieb und eine Ortsumgehung bislang fehlt, ist das historisch enge Stadtzentrum mit über 23.000 Fahrzeugen am Tag übermäßig stark verkehrsbelastet.
Von Ende Juni bis 10. September 2008 wurde zumindest als erste Maßnahme zum Bau der stark entlastend wirkenden Westumfahrung (Kreisstraße FS 15) an der unfallträchtigen Einfahrt West der damaligen Bundesstraße 11 mit der Staatsstraße 2054 ein Kreisverkehr errichtet.
Am 28. Juli 2008 beschloss der Stadtrat nach 20-jähriger Diskussion, die Vorfahrt an zwei Einmündungen der Stadion-, Westerberg- (St 2054) und Münchener Straße (St 2085) ändern zu lassen, damit zumindest eine Teilentlastung der Innenstadt vom Durchgangsverkehr erreicht wird. Der dafür notwendige Umbau beider Einmündungen kann durch das Staatliche Bauamt Freising allerdings erst nach Fertigstellung der Westumfahrung erfolgen.
Die Westumfahrung führt vom Kreisverkehr der ehemaligen Bundesstraße 11 bei Strecken-km 56,16 über die Bahnstrecke München–Regensburg, in einem großzügigen Bogen, der die bestehende Wohnbebauung vom Lärm entlastet, zur St 2054, die mit einem Kreisverkehr gekreuzt wird. Der zweite Bauabschnitt verlief an der Amper entlang bis kurz vor der Amperbrücke die St 2085 erreicht wird, die ebenfalls mit einem Kreisverkehr angeschlossen ist. Der zugehörige Bebauungsplan wurde am 1. August 2009 in Kraft gesetzt.
Die Eröffnung der schnellen Anbindung der Hallertau an die damalige B 11 erfolgte am 28. November 2012.

#### Flugverkehr
- Einen Kilometer südlich des Ortskernes besteht der Sonderlandeplatz Flugplatz Moosburg auf der Kippe für Luftfahrzeuge aller Art bis zu 2000 kg Höchstabfluggewicht.
- Der 17 km südwestlich gelegene Verkehrsflughafen München ist mit dem Auto und mit der Bahn in etwa 20 Minuten zu erreichen.

## Persönlichkeiten

### Söhne und Töchter der Stadt
- Berthold von Moosburg (Bischof) († nach 1106), Gegenerzbischof der Erzdiözese Salzburg
- Berthold von Moosburg (Dominikaner) († nach 1361), Dominikaner, Philosoph der Scholastik
- Castulus Riedl (1701–1783), Ingenieurgeograph, Geodät, Kartograf, Wasserbau- und Straßenplaner
- Anton Nagel (1742–1812), Römisch-katholischer Geistlicher, Historiker und Autor
- Theodor Grünberger (1756–1820), Komponist, Augustinermönch und Priester
- Georg Hummel (1856–1902), Unternehmer, Erfinder des Gleichstromzählers
- Mathilde Hummel (1863–nach 1894), Opernsängerin (Kontra-Alt/Mezzosopran)
- Josef Furtmeier (1887–1969), Mentor der Weißen Rose
- August Fischer (1901–1986), Kommunalpolitiker, Oberbürgermeister von Kempten
- Franz Dietl (1934–2024), Weihbischof der Erzdiözese München und Freising
- Franz Josef Heigl (* 1943), Jurist, Präsident des Sächsischen Rechnungshofs
- Rita Schweiger (* 1943), Politikerin (CSU)
- Franz J. Bauer (* 1952), Historiker
- Isolde Ohlbaum (* 1953), Fotografin
- Eos Schopohl (* 1953), Schauspielerin und Regisseurin
- Hans Neumayer (* 1956), Radrennfahrer
- Martin R. Zirnbauer (* 1958), Physiker
- Gerhard Wiesheu (* 1962), Bankier
- Hermann Scherer (* 1964), Buchautor und Redner
- Matthias Schranner (* 1964), Verwaltungsjurist
- Chris Zintzen-Bader (* 1966), Literaturwissenschaftler, Autor, Journalist und Herausgeber
- Yavuz Köse (* 1971), Turkologe
- Birgit Rockmeier (* 1973), Leichtathletin und Olympiateilnehmerin
- Gabi Rockmeier (* 1973), Leichtathletin und Olympiateilnehmerin
- Julia Eder (* 1982), Schauspielerin
- Johannes Huber (* 1987), Politiker
- Konrad Baur (* 1988), deutscher Politiker (CSU)
- Andreas Mehltretter (* 1991), Politiker
- Benedikt Mordstein (* 1993), Breakdancer
- Stefan Haas (* 1994), Fußballspieler